# Gang Starr
Gang Starr je hip-hop duo koji je nastao 1985. godine, a djelovao je do 2006. godine. Duo su činili reper Guru, te DJ i glazbeni producent DJ Premier.

## Povijest sastava
Duo Gang Starr je osnovan 1985. godine u Bostonu, Massachusettsu od strane Keitha Edwarda Elama tada poznatog kao Keithy E. The Guru i Christophera Edwarda Martina poznatog kao DJ 1, 2 B-Down (također i kao Mike Dee). U osnivanju sastava su im pomogli Donald D, J.V. Johnson i DJ Mark the 45 King. Godine 1987. i 1988. Gang Starr je objavio tri singla preko diskografske kuće Wild Pitch Records.

## Smrt Gurua
U veljači 2010. godine Guru je pretrpio srčani udar, nakon kojeg je završio u komi. Preminuo je 19. travnja 2010. godine. Solar, dugogodišnji Guruov suradnik, rekao je da je Guru 2000. godine odlučio sakriti dijagnozu mijeloma od javnosti. Prema priopćenju objavljenom od strane njegove tvrtke za odnose s javnošću nakon njegove smrti, Guru je bio u lošim odnosima s DJ Premierom još sedam godina prije njegove smrti. Nije želio da Premier ima ikakve veze s njegovim imenom, događanjima i priznanjima. Nagađa se da pismo nije napisao Guru, nego je naknadno sastavljen od strane njegovog poslovnog partnera Solara. Guruova obitelj i njegovi suvremenici u hip-hop kulturi i dalje sumnjaju u valjanost te izjave.

## Diskografija

### Studijski albumi
- No More Mr. Nice Guy (1989.)
- Step In the Arena (1991.)
- Daily Operation (1992.)
- Hard to Earn (1994.)
- Moment of Truth (1998.)
- The Ownerz (2003.)

### Kompilacije
- Full Clip: A Decade of Gang Starr (1999.)
- Mass Appeal: the Best of Gang Starr (2006.)